# Marg Moll
Marg Moll (2 d'agost de 1884, Mulhouse, Imperi alemany – 15 de març de 1977, Múnic) va ser una escultora, pintora i autora alemanya, una de les artistes més importants i oblidades d'Alemanya. Partint de la representació realista, el seu estil va evolucionar cap a l'abstracció.

## Formació
Filla d'un oficial, Margarethe Haeffner va començar entre 1903 i 1905 la seva formació artística a l'Institut d'Art Städel de Frankfurt del Main, on es va interessar per l'escultura des de ben jove. A la dècada de 1890 va ser alumna de Hans Völcker a Wiesbaden. El 1905 va estudiar pintura a Baviera amb el pintor Oskar Moll, professor i director a l'Acadèmia de Breslau, amb qui es casaria un any més tard i es traslladaria a Berlín. També va estudiar escultura amb Louise Schmidt a Frankfurt del Main. El 1905, va viatjar a Roma i més tard va treballar a l'estudi de Lovis Corinth, que en va fer una pintura a l'oli el 1907. A més, Marg Moll va fer cursos d'anatomia a la Lewin Funcke School. L'any 1907 la parella es va traslladar a París. Allà es van fer amics d'Henri Matisse i el van convèncer i ajudar a fundar la seva pròpia escola, l'anomenada Académie Matisse. En les seves Erinnerungen an Matisse [Memòries de Matisse] Marg Moll va descriure vívidament la situació laboral a l'Académie. A l'estudi de Matisse, Marg Moll va treballar principalment en obres escultòriques.
Després de la Primera Guerra Mundial es va traslladar a Breslau amb el seu marit perquè Oskar Moll havia acceptat una plaça a l'Acadèmia Estatal d' Arts i Oficis de Breslau. L'apartament, inclòs l'ampli estudi, va ser equipat amb mobles moderns per August Endell.

## Obra artística
Marg Moll va crear «una obra escultòrica variada». Va conèixer el cubisme i va incorporar influències dels escultors Alexander Archipenko, Constantin Brâncuși i Ossip Zadkine, que es van donar a conèixer a París. El 1928 va tornar a treballar a París com a estudiant de Fernand Léger. Allà es va convertir en membre del Groupe 1940 i va exposar juntament amb Robert Delaunay i Albert Gleizes.
La seva obra escultòrica i pictòrica esdevingué cada cop més abstracta. El 1932 es va tancar l'Acadèmia de Breslau i la parella d'artistes Moll es va traslladar inicialment a Düsseldorf, on a Oskar Moll se li havia ofert una plaça de professor. Després que la situació política d'artistes com ells hagués empitjorat, Marg Moll va escriure al seu quadern el 1935: «Düsseldorf s'està tornant incòmoda. L'Oskar està considerant si hauria d'emigrar a Anglaterra, però ens hem decidit per Berlín». A Berlín, la parella va fer construir una casa al llac Halen per al seu amic arquitecte Hans Scharoun. L'edifici, que incloïa una col·lecció «impressionant» d'obres pròpies i d'altres, va ser destruït en un atac amb bomba el 1943.
L'estil modern de Moll va disgustar als dictadors culturals de l'època nazi, i el 1937 cinc de les seves obres van ser confiscades al Museu de Belles Arts de Silèsia a Breslau (avui Wroclaw, a Polònia) en la campanya nazi contra el que el nazisme anomenà «l'art degenerat».

El 1940, Marg Moll va participar com a convidada a l'Exposició de l'Associació de Dones Artistes de Berlín. No hi ha registres de més exposicions durant l'època nacionalsocialista. L'any 1943 els Moll van abandonar Berlín pel creixent bombardeig i es van traslladar a Brieg, a Silèsia, on els pares d'Oskar tenien una casa.

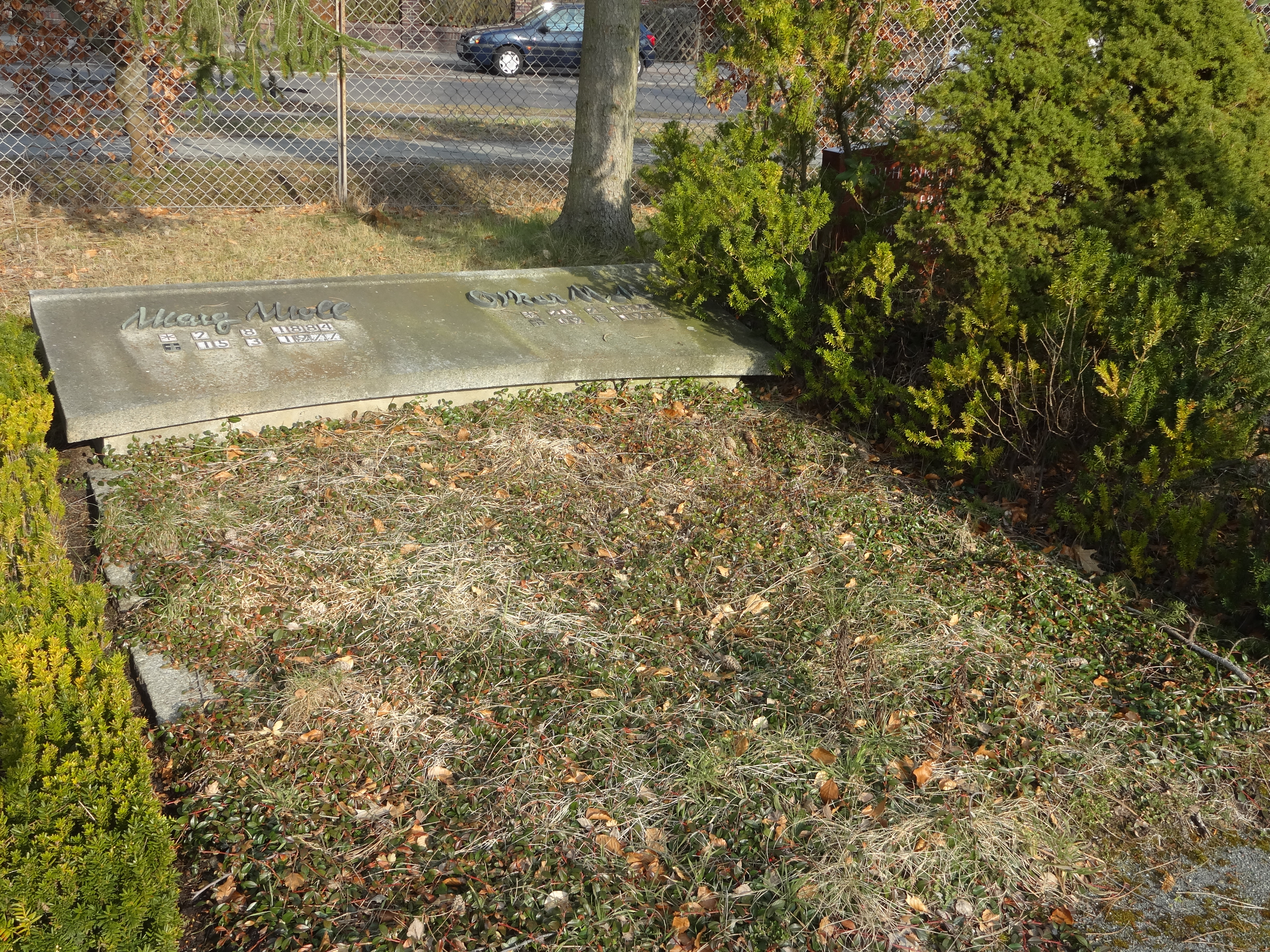
Sepulcre de Marg i Oskar Moll

Després de la Segona Guerra Mundial i després de la mort del seu marit (1947), Marg Moll va continuar desenvolupar el seu estil. De 1947 a 1950 es va quedar a Gal·les i va conèixer Henry Moore a Londres. El 1952 va tornar a Düsseldorf i va fer gires pronunciant conferències al país i a l'estranger. La seva obra es caracteritza per bronzes reduïts i lineals i escultures de fusta tenyides i expressives.
Marg Moll va ser enterrada amb el seu marit a Berlín al cementiri municipal de Zehlendorf. La tomba va ser designada sepultura honorífica de l'estat de Berlín de 1987 a 2011.
La filla de la parella, Brigitte Würtz, va néixer a Breslau l'any 1918 i es va fer pintora. Va morir el 2018.

## Obres (selecció)

### Obres confiscades com a «degenerades» el 1937
- Tänzerin [Ballarina] (escultura, llautó, 1926, 65 cm)

L'escultura de Moll Tänzerin, elaborada entorn de 1930, es considera una de les obres més rellevants de la seva trajectòria artística. Va ser confiscada per a l'exposició d'Art Degenerat el 1937. Es considerava perduda, però es trobà durant les excavacions arqueològiques que es van fer a Berlín des del 2009 a la Rathausstrasse, davant de la Rotes Rathaus, per les obres de construcció del metro, i es va lliurar al Neues Museum de Berlín. És segur que va ser emmagatzemada amb altres obres l'agost de 1942 en un celler de Königstrasse, a prop de l'ajuntament. L'edifici va ser destruït al final de la Segona Guerra Mundial i el dipòsit va romandre sense descobrir durant les operacions posteriors de neteja de runes. Una cinta de metall que envoltava parcialment la figura es considera definitivament perduda.
Aquesta escultura va ser utilitzada a la pel·lícula de propaganda Venus vor Gericht [Venus al jutjat] (1941), del realitzador Hans Zerlett, per exemplificar el suposat comerç d'art exercit per jueus amb les obres que el nazisme qualificava de «degenerades».
- Weiblicher Akt [Nu femení] (litografia; destruït)
- Landschaft [Paisatge] (dibuix a tinta, 29 × 23 cm; perdut)
- Stillleben [Natura morta] (gravat; destruït)
- Frauenkopf [Cap de dona] (dibuix, destruït)

### Altres obres (selecció)
- 1911: Am Wege Sitzende [Gent asseguda al camí]
- 1928: Stehende mit Krug [Dempeus amb gerra], llautó
- 1930: Schwarzer Torso [Tors negre]
- abans de 1946: Katzengruppe [Grup de gats] (fusta; 1946 a l'exposició d'art de la província de Saxònia a Halle/Saale)
- 1953: Miteinander [Junts] (grup de tres)
- 1956: Torso [Tors]
- 1963: Trauernde [Dolors], Wood
- 1965: Paar [Parella], fusta
- 1967: Familie [Família], fusta

## Premis
- 1969 Gran Orde Federal del Mèrit
- 1970 Medalla premi a la XVIa Exposició d'art de Colònia

## Obra
- Erinnerungen an Henri Matisse [Memòries de Henri Matisse], a: Neue Deutsche Hefte, número 23, Gütersloh 1956, p. 853 f. Reimprès a: Catàleg d'exposició Matisse i els seus alumnes alemanys, Pfalzgalerie Kaiserslautern/ Ostdeutsche Galerie Regensburg 1988.